# Auguste Bouquet
Ne doit pas être confondu avec Auguste Rouquet.
Pour les articles homonymes, voir Bouquet.
Auguste Bouquet, né le 13 septembre 1810 à Abbeville et mort le 21 décembre 1846 à Lucques, est un peintre, lithographe, graveur et caricaturiste français.

## Biographie
Auguste Bouquet fait ses études à l’École des beaux-arts de Paris. Élève d'Ary Scheffer, il s'oriente, sous l'influence du maître, vers l’art nazaréen. Il réalise de nombreuses lithographies de caricatures pour les journaux L'Artiste, La Caricature (1831-1834), Le Charivari (1832-1833), Le Triboulet (1843), ainsi que pour l'ouvrage de Jules Janin Deburau, l’histoire du théâtre à quatre sous (1832).
Après sa mort, causée par une longue maladie de poitrine, sa fille Louise est recueillie par ses amis les Sabatier-Ungher. Louise épousera Michele Amari.

## Œuvres
- D'après Decamps, Morte !!!, lithographie. Musée de Grenoble (inv. 2021-0-125)
- D'après Decamps, L'Arménien, lithographie. Musée de Grenoble (inv. MG 2021-0-131)